# Acopa pura
Acopa pura là một loài bướm đêm trong họ Noctuidae.